# Портрет Фёдора Филипповича Довре
«Портрет Фёдора Филипповича Довре» — картина Джорджа Доу и его мастерской из Военной галереи Зимнего дворца.
Картина представляет собой погрудный портрет генерал-майора Фёдора Филипповича Довре из состава Военной галереи Зимнего дворца.
С начала Отечественной войны 1812 года генерал-майор Довре был начальником штаба 1-го отдельного пехотного корпуса, отличился в Первом и Втором сражениях под Полоцком. В Заграничных походах 1813—1814 годов был начальником Главного штаба Главной армии, за боевые отличия в сражениях в Пруссии и Саксонии был произведён в генерал-лейтенанты. Далее он сражался во Франции и отличился при взятии Парижа. По окончании военных действий оставался в Париже и выполнял секретные поручения.
Изображён в генеральском мундире Свиты Его Величества по квартирмейстерской части, введённом в 1817 году; мундир изображён с ошибками: подбой у контрпогончика на эполете должен быть чёрным, а не красным, и по низу воротника обязательно должна быть красная выпушка, отсутствующая на портрете. Слева на груди свитский аксельбант; на шее крест ордена Св. Георгия 3-го класса; по борту мундира кресты прусского ордена Пур ле мерит, ордена Св. Владимира 2-й степени и баденского ордена Военных заслуг Карла Фридриха; справа на груди крест австрийского Военного ордена Марии Терезии 3-й степени, серебряная медаль «В память Отечественной войны 1812 года» на Андреевской ленте, звёзды орденов Св. Александра Невского и Св. Владимира 2-й степени. С тыльной стороны картины надпись: D’auwray. Подпись на раме с ошибкой в написании фамилии: Ѳ. Ф. Доврай, Генералъ Лейтенантъ.
7 августа 1820 года Комитетом Главного штаба по аттестации Довре был включён в список «генералов, заслуживающих быть написанными в галерею» и 3 июля 1821 года император Александр I приказал написать его портрет. С 1819 года Довре командовал Отдельным Литовским корпусом, постоянно находился в прибалтийских губерниях и смог приехать в Санкт-Петербург только в марте 1827 года, когда был снят с должности корпусного командира. Вероятно тогда он и позировал художнику. Гонорар Доу был выплачен 21 июня 1827 года. Готовый портрет был принят в Эрмитаж 8 июля 1827 года.
В 1840-х годах в мастерской Поля Пети (А. А. Подмазо фамилию литографа ошибочно прочитал как «Папи» ) по рисунку И. А. Клюквина с портрета была сделана литография, опубликованная в книге «Император Александр I и его сподвижники» и впоследствии неоднократно репродуцированная. Один из отдельных оттисков этой литографии имеется в собрании Эрмитажа (китайская бумага, литография, 36,8 × 29,1 см, инвентарный № ЭРГ-863).